# Кусаковка
Куса́ковка — деревня в составе городского округа г. Нижнего Новгорода. 
Входит в Новинский сельсовет, относящийся к городу областного значения Нижний Новгород

## Население
| 1999 | 2002 | 2010 |
| ---- | ---- | ---- |
| 851  | ↘747 | ↗773 |

Национальный состав
Согласно результатам переписи 2002 года, в национальной структуре населения русские составляли  86% из 747 человек.